# Гейстаун (Пенсільванія)
Гейстаун (англ. Geistown) — місто (англ. borough) в США, в окрузі Кембрія штату Пенсільванія. Населення — 2363 особи (2020).

## Географія
Гейстаун розташований за координатами 40°17′37″ пн. ш. 78°52′21″ зх. д. / 40.29361° пн. ш. 78.87250° зх. д. (40.293552, -78.872633).  За даними Бюро перепису населення США в 2010 році місто мало площу 2,74 км², уся площа — суходіл.

## Демографія
Згідно з переписом 2010 року, у селищі мешкало 2467 осіб у 1115 домогосподарствах у складі 718 родин. Густота населення становила 899 осіб/км².  Було 1184 помешкання (431/км²).
Расовий склад населення:
| - 97,3 % — білих - 1,5 % — азіатів - 0,5 % — чорних або афроамериканців |

До двох чи більше рас належало 0,5 %. Частка іспаномовних становила 0,7 % від усіх жителів.
За віковим діапазоном населення розподілялося таким чином: 17,2 % — особи молодші 18 років, 60,8 % — особи у віці 18—64 років, 22,0 % — особи у віці 65 років та старші. Медіана віку мешканця становила 47,6 року. На 100 осіб жіночої статі у селищі припадало 93,0 чоловіків;  на 100 жінок у віці від 18 років та старших — 89,9 чоловіків також старших 18 років.
Середній дохід на одне домашнє господарство  становив 67 195 доларів США (медіана — 53 095), а середній дохід на одну сім'ю — 85 256 доларів (медіана — 75 795). Медіана доходів становила 50 898 доларів для чоловіків та 40 375 доларів для жінок. За межею бідності перебувало 7,6 % осіб, у тому числі 9,4 % дітей у віці до 18 років та 5,7 % осіб у віці 65 років та старших.
Цивільне працевлаштоване населення становило 1164 особи. Основні галузі зайнятості: освіта, охорона здоров'я та соціальна допомога — 34,0 %, роздрібна торгівля — 11,3 %, науковці, спеціалісти, менеджери — 10,8 %.